# روبين لويس
روبين لويس (21 يوليو 1999 بدبلن في جمهورية أيرلندا - ) (بالإنجليزية: Robyn Lewis)‏ هي لاعبة كريكت أيرلندية. شاركت مع منتخب أيرلندا للكريكت.

## وصلات خارجية
- روبين لويس على موقع إي آس بي آن كريك إنفو (الإنجليزية)